# Саутпорт (Северна Каролина)
Саутпорт (енгл. Southport) град је у америчкој савезној држави Северна Каролина.

## Демографија
По попису из 2010. године број становника је 2.833, што је 482 (20,5%) становника више него 2000. године.
| Група             | 2000.         | 2010.         |
| Белци             | 1.777 (75,6%) | 2.273 (80,2%) |
| Афроамериканци    | 512 (21,8%)   | 436 (15,4%)   |
| Азијати           | 4 (0,2%)      | 3 (0,1%)      |
| Хиспаноамериканци | 34 (1,4%)     | 82 (2,9%)     |
| Укупно            | 2.351         | 2.833         |